# Juan Alvariño
Juan Fulgencio Alvariño (Buenos Aires, Argentina, 18 de diciembre de 1966) es un exfutbolista y entrenador argentino, que jugó en diferentes equipos de Argentina y Chile.

## Clubes
| Club                | País      | Año       |
| ------------------- | --------- | --------- |
| Deportivo Laferrere | Argentina | 1986-1990 |
| Palestino           | Chile     | 1991-1992 |
| O'Higgins           | Chile     | 1993      |
| Cobresal            | Chile     | 1994      |
| Deportivo Laferrere | Argentina | 1994-1995 |
| Atlanta             | Argentina | 1995-1996 |
| Belgrano            | Argentina | 1997      |
| Los Andes           | Argentina | 1997-1998 |
| Juventud Antoniana  | Argentina | 1999-2000 |
| Juventud Alianza    | Argentina | 2001-2002 |
| Deportivo Laferrere | Argentina | 2002-2003 |
| JJ Urquiza          | Argentina | 2003      |